# Ecser
Ecser es un pueblo mayor del distrito de Vecsés en el condado de Pest, Hungría, ubicado dentro del área metropolitana de Budapest. Está situado al sureste de la capital húngara muy cercana del aeropuerto internacional Ferenc Liszt. Limita con las localidades de Maglód, Vecsés, Gyömrő y Üllő. La autopista M0 cruza cerca de la ciudad, que está situada sobre la línea ferroviaria 120a (Budapest-Újszász-Szolnok).
En 2013 su población era de 3624 habitantes.

## Historia
La primera referencia escrita a Ecser data del 15 de diciembre de 1315, aunque el pueblo ya existía desde el año 896, cuando llegaron los húngaros. Según una leyenda, el nombre a la aldea le fue otorgado por el gran príncipe húngaro Árpád. Cuando preguntó por el nombre del lugar en el que se detuvo a descansar, la población local no supo decirle el nombre, por lo que Árpád les dijo: llamaremos a este sitio «roble» (en húngaro: cser). Durante el período de dominio turco otomano (1526-1686) el pueblo estuvo abandonado, especialmente tras el asedio de Buda. Los habitantes regresaron hasta 1699. Once soldados de Ecser lucharon en la guerra de Independencia de Rákóczi (1703-1711). A comienzos del siglo XVIII el propietario de la villa, el conde Antal Grassalkovich llevó colonos del pueblo eslovaco para asentarse en la localidad.

## Turismo
El mayor monumento del poblado es la iglesia católica de 1740. En el pueblo hay una danza folklórica muy famosa llamada Ecseri lakodalmas (La boda de Ecser). En el escudo de armas de la villa puede verse la iglesia, la danza folclórica y un roble como símbolos del pueblo.

## Ciudades hermanadas
- , Zlaté Klasy (en húngaro: Nagymagyar, Eslovaquia)
- , Kumbağ (Turquía)